# Hochschule für Musik und Theater Hamburg

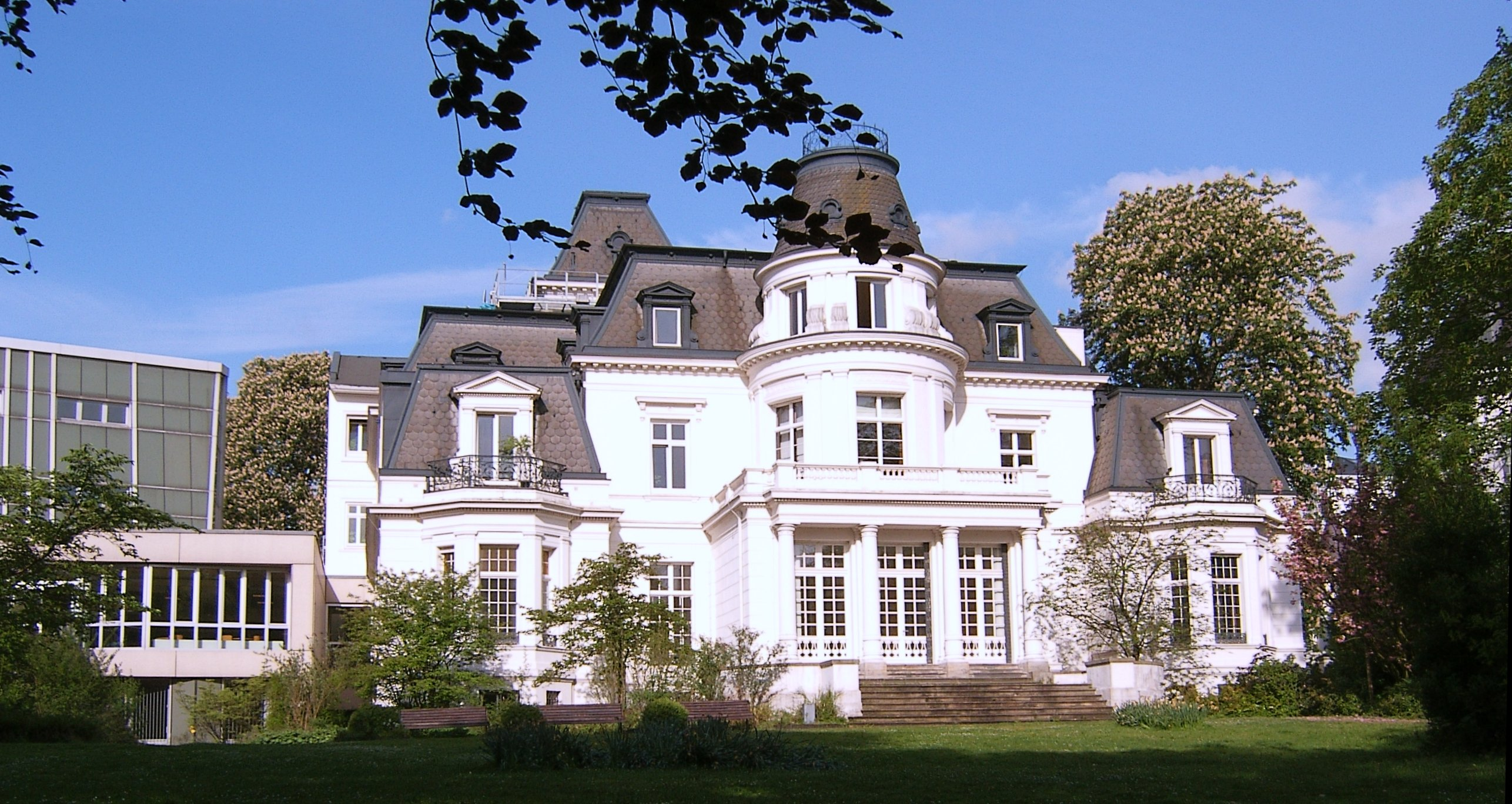
Budgepalais.

Hochschule für Musik und Theater Hamburg (HfMT) är en konstnärlig högskola i Hamburg. Med sina ca 750 studenter är det en av Tysklands största musikhögskolor och erbjuder en konstnärlig och vetenskaplig utbildning inom alla musik- och teaterämnen.